# قائمة الدول حسب التشاور بشأن وضع القوانين
تتضمن هذه المقالة قائمة البلدان حسب التشاور بشأن وضع القوانين، وقياس شفافية الحكومة، وهو عنصر مهم في قياس نوعية الحياة ورفاهية مواطنيها. المؤشر الذي نشرته منظمة التعاون الاقتصادي والتنمية لعام 2008 هو متوسط مرجح للإجابات بنعم/لا عن أسئلة مختلفة حول وجود استشارة قانونية مع المواطنين، والإجراءات الرسمية التي تمكّن عامة الناس من التأثير على التنظيم والإجراءات الحكومية. يصف المؤشر مدى بناء عمليات التشاور الرسمية في المراحل الرئيسية لتصميم المقترحات التنظيمية، وما هي الآليات الموجودة لنتائج تلك التشاور للتأثير على إعداد مشاريع القوانين الأولية واللوائح الثانوية.
تم حساب هذا المؤشر بناءً على الردود على المسح الذي أجرته منظمة التعاون الاقتصادي والتنمية حول أنظمة الإدارة التنظيمية، حيث كان المشاركون مسؤولين حكوميين في دول منظمة التعاون الاقتصادي والتنمية. وهو يستند إلى أسئلة حول وجود إجراءات رسمية تمكن عامة الناس وقطاع الأعمال ومنظمات المجتمع المدني من التأثير على التنظيم والإجراءات الحكومية، وعما إذا كانت آراء المواطنين حول إجراءات التشاور هذه معلنة.
| الترتيب | الدولة\المقاطعة  | الشفافية الحكومية |
| ------- | ---------------- | ----------------- |
| 1       | المملكة المتحدة  | 11.5              |
| 2       | السويد           | 10.9              |
| 3       | ألمانيا          | 10.8              |
| 4       | أستراليا         | 10.5              |
| 5       | كندا             | 10.5              |
| 6       | كوريا الجنوبية   | 10.4              |
| 7       | نيوزيلندا        | 10.3              |
| 8       | سلوفينيا         | 10.3              |
| 9       | أيرلندا          | 9.0               |
| 10      | المكسيك          | 9.0               |
| 11      | فنلندا           | 9.0               |
| 12      | سويسرا           | 8.4               |
| 13      | الولايات المتحدة | 8.3               |
| 14      | النرويج          | 8.1               |
| 15      | المجر            | 7.9               |
| 16      | اليابان          | 7.3               |
| 17      | إسبانيا          | 7.3               |
| 18      | النمسا           | 7.1               |
| 19      | الدنمارك         | 7.0               |
| 20      | جمهورية التشيك   | 6.8               |
| 21      | سلوفاكيا         | 6.6               |
| 22      | البرتغال         | 6.5               |
| 23      | اليونان          | 6.5               |
| 24      | هولندا           | 6.1               |
| 25      | لوكسمبورغ        | 6.0               |
| 26      | تركيا            | 5.5               |
| 27      | آيسلندا          | 5.1               |
| 28      | إيطاليا          | 5.0               |
| 29      | بولندا           | 4.5               |
| 30      | بلجيكا           | 4.5               |
| 31      | البرازيل         | 4.0               |
| 32      | فرنسا            | 3.5               |
| 33      | إستونيا          | 3.3               |
| 34      | إسرائيل          | 2.5               |
| 35      | روسيا            | 2.5               |
| 36      | تشيلي            | 2.0               |